# Храм Геркулеса і муз
Храм Геркулеса і муз або храм Геркулеса Музарума, храм Геркулеса Музарського (лат. Aedes Herculis Musarum) — давньоримська сакральна споруда, зведена на честь героя Геркулеса і дев'яти муз. Не зберігся.

## Історія храму

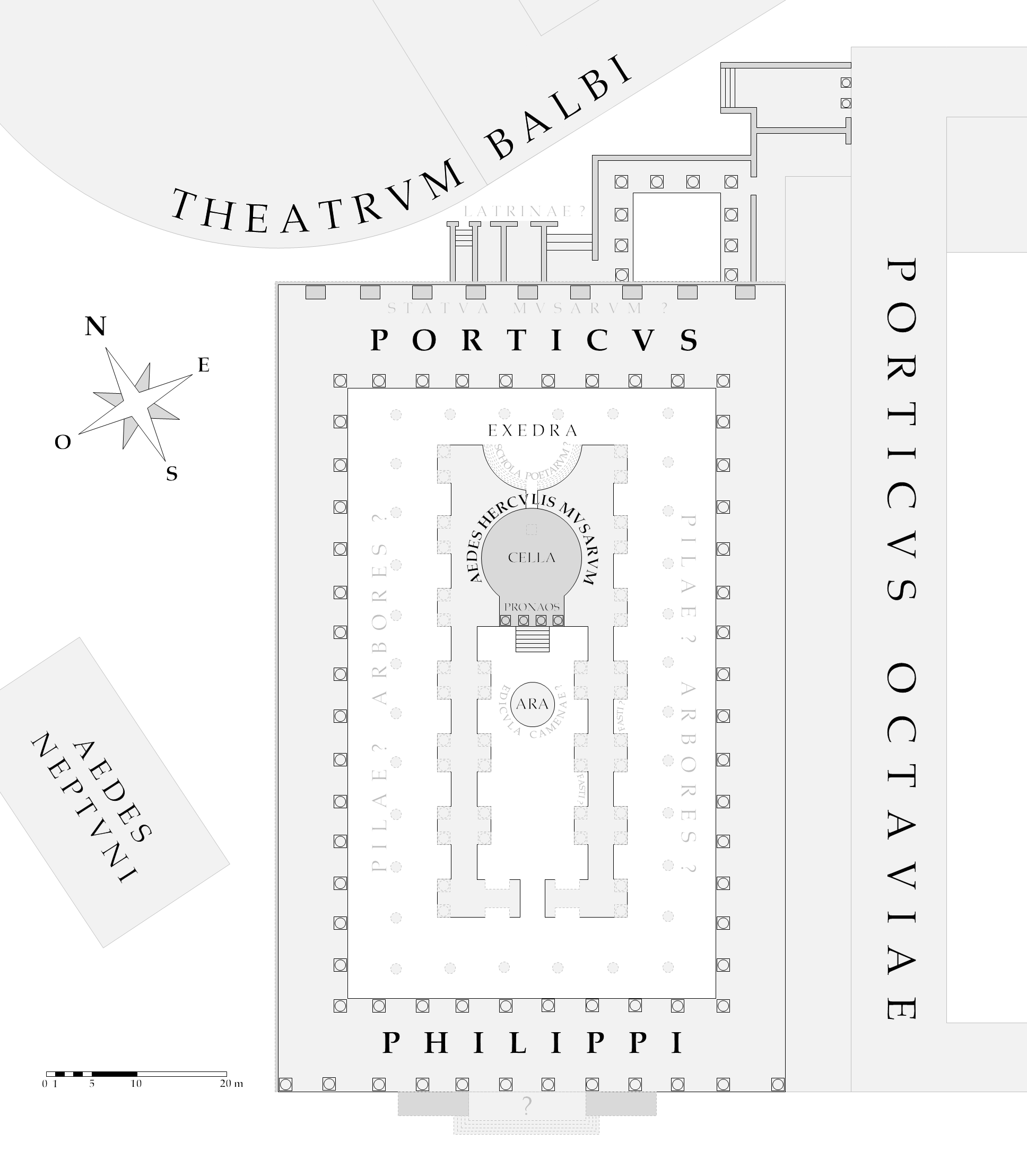
Портик Філіпа

Ініціатор будівництва — консул Марк Фульвій Нобіліор, переможець Етолійського союзу — об'єднання давньогрецьких міст-держав. Храм звели, ймовірно, 189 року до н. е. або, радше, 187 року до н. е., після повернення консула з війни і тріумфального в'їзду до Риму. Споруда стояла на Марсовому полі, неподалік від Фламінієвого цирку.
У 29 році до н. е. колишній консул Луцій Марцій Філіп відновив храм і збудував навколо нього
портик Філіпа. Освячення відбулося 30 червня.
Храм втрачений. Його місце розташування встановлене за фрагментом мармурового плану Рима.

## Храмові статуї

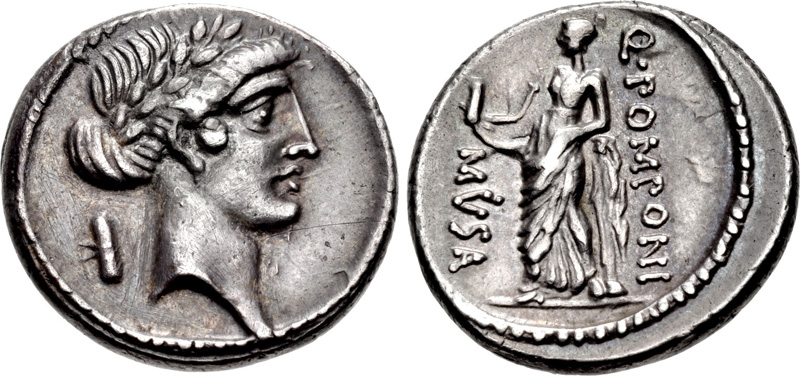
Храмова статуя Кліо на реверсі монети К. Помпонія Музи (праворуч)

У святилищі Марк Фульвій Нобіліор встановив копію фастів (святкового римського календаря), а також статуї Геркулеса і дев'яти муз невідомого художника, які консул викрав із грецького міста Амбракія.
Храмові статуї відтворені у серії із десяти римських денаріїв монетного магістрата Квінта Помпонія Музи, близько 66-64 року до н. е. На монеті з Геркулесом в легенді є напис: HERCULES MUSARUM (Геракл — супутник муз). Під таким ім'ям він спочатку з'явився у Стародавній Греції. А згодом став відомим і в Римі. Культ Геркулеса Музарського пов'язаний із музами. За переказами, він після важких звитяг відпочивав, насолоджуючись музикою й співами. Саме така сцена відображена у храмовій скульптурі і на монеті: герой, відклавши свою палицю, грає на лірі.